# Borntorps naturreservat
Borntorps naturreservat är ett naturreservat i Norrtälje kommun i Stockholms län.
Området är naturskyddat sedan 2000 och är 16 hektar stort. Reservatet omfattar en norrsluttning ner mot sjön Bornan. Reservatet består av barrskog och barrblandskog.